# Carlo Ambrogio Affaitati
Carlo Ambrogio Affaitati (Albogasio, 12 gennaio 1625 – 31 dicembre 1695) è stato un religioso italiano.
Fu canonico di Varmia, cappellano, segretario e confessore di Maria Luisa di Gonzaga-Nevers, regina di Polonia.

## Biografia
Carlo Ambrogio nacque e crebbe in Valsolda, ma poco si sa dei suoi anni giovanili. Dai documenti rinvenuti risulta che Carlo Ambrogio nel 1650, allora venticinquenne, faceva già  parte della corte polacca. Riuscì a diventare confessore della regina di Polonia Maria Luisa di Gonzaga-Nevers, che gli fornì l'appoggio necessario per avere la protezione del nuovo sovrano, Giovanni II Casimiro di Polonia insediatosi nel 1649.
In questo periodo chiamò a sé i propri fratelli, Antonio ed Isidoro Affaitati, che entrambi divennero regi architetti del regno di Polonia.
In seguito alla morte di Maria Luisa avvenuta nel 1667 e all'abdicazione di Giovanni II Casimiro di Polonia nel 1668, Carlo Ambrogio fece ritorno in ricchezza nel paese natio in Valsolda.
Morì la notte di San Silvestro del 1695 e fu seppellito, come da suo testamento, nel Santuario della Caravina a Cressogno, sempre in Valsolda, il 5 gennaio del 1696, ove è tuttora tumulato.

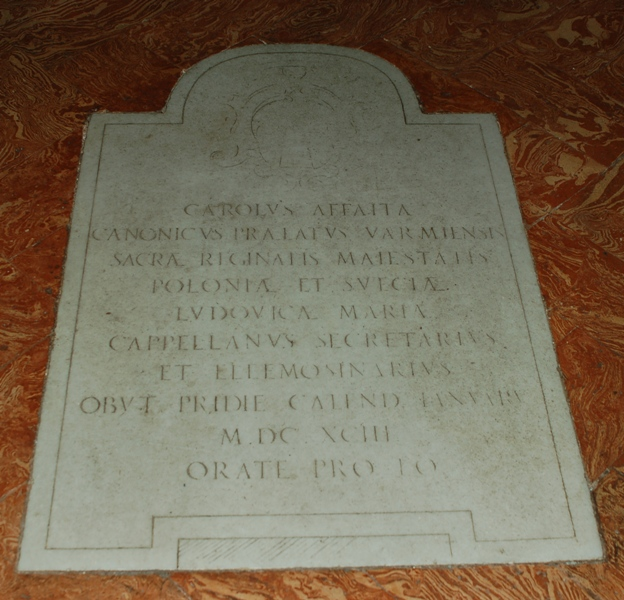
Tomba di Carlo Ambrogio Affaitati nel santuario della Caravina, Valsolda